# Gnejusz Domicjusz Ahenobarbus (konsul 32 n.e.)
Gnaeus Domitius Ahenobarbus (ur. 11 grudnia 17 p.n.e., zm. w styczniu 40 n.e.) pochodził ze znakomitego rodu rzymskiego Domicjuszy Ahenobarbów. Powiązany rodzinnie z najznakomitszymi postaciami końca republiki rzymskiej i początków pryncypatu. Cioteczny prawnuk triumwira Marka Emiliusza Lepidusa, wnuk drugiego triumwira Marka Antoniusza, cioteczny wnuk trzeciego triumwira Oktawiana, czyli pierwszego cesarza Augusta. Brat Domicji i Domicji Lepidy, równie jak on mających znaczącą pozycję w tamtym czasie. Jego ojcem był Lucjusz Domicjusz Ahenobarbus konsul w 16 p.n.e. a matką Antonia Starsza.

## Życie
Według antycznych źródeł był człowiekiem zupełnie zdemoralizowanym. Swetoniusz przytacza wiele przykładów jego przestępczych wyczynów i nieuczciwości. Zabił swego wyzwoleńca, gdy ten nie chciał wypić tyle ile mu Domicjusz rozkazywał, świadomie przejechał chłopca na drodze Apijskiej, wykłuł oko pewnemu ekwicie, który śmiał się z nim spierać.
Gnejusz, na życzenie cesarza Tyberiusza, poślubił w 28 n.e. Agrypinę Młodszą córkę Germanika. W 29 n.e. sprawował urząd pretora i naraził się na złośliwe żarty nie wypłacając nagród wyścigowym woźnicom. Został zmuszony skargami przywódców stronnictw cyrkowych do publicznego obwieszczenia, że od tej pory nagrody będą wypłacane natychmiast i w gotówce. Konsul w 32 n.e. przez cały rok razem z Lucjuszem Arruntiuszem Kamillusem Skrybonianusem
, jako prokonsul zarządzał Sycylią. W 36 n.e. wszedł w skład komisji powołanej do oszacowania szkód spowodowanych przez groźny pożar Awentynu. Pod koniec życia cesarza Tyberiusza oskarżano go o obrazę majestatu, cudzołóstwa i o kazirodcze stosunki z siostrą Domicją Lepidą. Za oskarżeniami tymi stał prefekt pretorianów Makron. Domicjusz uszedł kary tylko dlatego, że cesarz wtedy zmarł. W grudniu 37 n.e. Agrypina urodziła ich jedyne dziecko Lucjusza Domicjusza Ahenobarba, przyszłego cesarza Nerona. Podobno składającym mu życzenia z okazji urodzin syna  odpowiedział, że jego i Agrypiny potomek musi okazać się potworem, który przyniesie państwu zgubę.
Domicjusz zmarł w styczniu 40 n.e. w Pyrgach w Etrurii na puchlinę wodną. Współspadkobierca trzyletniego Nerona, cesarz Kaligula, zagrabił większość majątku, a wdowę skazał na zesłanie.

## Wywód przodków
| 4. Gnejusz Domicjusz Ahenobarbus |  |                                  |  |  |                                  |
|                                  |  | 2. Lucjusz Domicjusz Ahenobarbus |  |  |                                  |
| 5. Emilia Lepida                 |  |                                  |  |  |                                  |
|                                  |  |                                  |  |  | 1. Gnejusz Domicjusz Ahenobarbus |
| 6. Marek Antoniusz               |  |                                  |  |  |                                  |
|                                  |  | 3. Antonia Starsza               |  |  |                                  |
| 7. Oktawia Młodsza               |  |                                  |  |  |                                  |
|                                  |  |                                  |  |  |                                  |